# Harmodius en Aristogiton

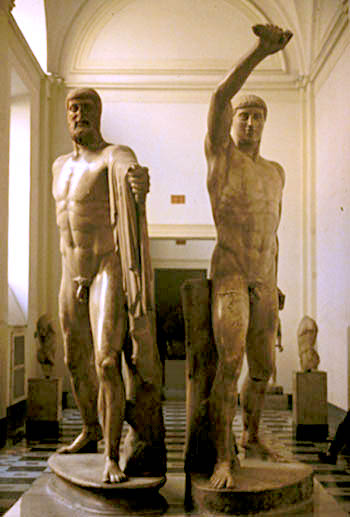
Standbeelden van Harmodius en Aristogiton

Harmodius (Oudgrieks: Αρμόδιος) en Aristogiton (Αριστογείτων) waren twee mannen in het oude Athene die in 514 v.Chr. de tiran Hipparchus vermoordden. Ze kregen hierdoor de status van nationale held en symbool van de democratie en stonden bekend als de tirannendoders (τυραννοκτόνοι). Als we Thucydides mogen geloven, hadden zij echter niet de weg vrij willen maken voor de democratie, maar was het een crime passionel.
Hippias en Hipparchus hadden in 527 v.Chr. de macht overgenomen in Athene van hun vader Pisistratus. Hipparchus zou verliefd zijn geworden op Harmodius, een jonge Athener uit een adellijk geslacht. Harmodius zou echter niet zijn ingegaan op diens oneerbare voorstellen, omdat hij zijn gunsten verleende aan Aristogiton. Hipparchus nam wraak door Harmodius' zuster de rol van kanèforos (draagster van de offergaven) af te nemen, die zij tijdens de processie van de Panathenaeën had moeten spelen. Om deze belediging aan het adres van zijn familie te wreken besloot Harmodius, gesteund door zijn vriend Aristogiton, de beide zonen van Pisistratus te vermoorden. De aanslag, in volle Panathenaeënstoet, mislukte echter gedeeltelijk, want Hippias ontsnapte aan de dood. Harmodius werd op heterdaad betrapt en gedood door Hippias' lijfwacht. Aristogiton werd gearresteerd en gefolterd, waarna ook hij werd gedood.
Toen enkele jaren later, in 510 v.Chr., Clisthenes en de Alcmaeoniden met Spartaanse steun de tiran Hippias verdreven, werden Harmodius en Aristogiton als nationale helden gehuldigd als tirannendoders. Reeds Herodotus bestreed deze zeer algemeen verspreide historische dwaling, die van de moord op Hipparchus een daad van door politieke idealen bezielde vrijheidsliefde had gemaakt.

## Bronzen beelden
De beeldhouwer Antenor maakte in 510 v.Chr. van de als bevrijders gevierde mannen standbeelden die op de agora werden opgesteld. De dichter Simonides maakte in 477 v.Chr. een skolion voor de helden, en hun nakomelingen kregen van staatswege allerhande privileges, onder meer belastingvermindering en gratis maaltijden in het Prytaneum.
De bronzen beelden werden tijdens de Tweede Perzische Oorlog in 480 v.Chr. geroofd door de plunderende troepen van koning Xerxes, en in 477 v.Chr. vervangen door een tweede groep, gemaakt door de beeldhouwers Critius en Nesiotes.

## Oude bronnen
De voornaamste verslagen over de tirannendoders zijn van Herodotos (Historiën, 5:55-57), Thucydides (De Peloponnesische Oorlog, 6:53-59) en pseudo-Aristoteles (Athenaion politeia, 17:3-19:1).